# Mount Poster
Mount Poster är ett berg i Antarktis. Det ligger i Västantarktis. Argentina, Chile och Storbritannien gör anspråk på området. Toppen på Mount Poster är 1 784 meter över havet, eller 158 meter över den omgivande terrängen. Bredden vid basen är 2,4 km.
Terrängen runt Mount Poster är platt västerut, men österut är den kuperad. Trakten är obefolkad. Det finns inga samhällen i närheten.